# Shannon Boxx
Shannon Leigh Boxx, mais conhecida como Shannon Boxx (Fontana, 29 de julho de 1977), é uma futebolista norte-americana que atua como meia. Atualmente, joga pelo Chicago Red Stars.

## Carreira
Boxx fez parte do elenco da Seleção Estadunidense de Futebol Feminino, nas Olimpíadas de 2004, 2008 e 2012. 